# Ivan Leonidov
Ivan Ilich Léonidov (Oblast de Tver, 9 de fevereiro de 1902 - Moscou, 6 de novembro de 1959) foi um arquiteto construtivista russo, urbanista, pintor e professor.

## Vida
Ivan Léonidov cresceu em uma fazenda isolada na Oblast de Tver. Filho de fazendeiro e lenhador, ele foi trabalhar como operário temporário nas docas de Petrogrado. Quando um pintor de ícones percebeu a habilidade de desenhar de Léonidov, fez dele seu aprendiz.

## Carreira
Em 1919 Léonidov freqüentou o estúdio de arte livre Svomas em Tver. De 1921 a 1927 ele estudou na Vkhutemas, em Moscou sob a tutela de Alexander Vesnin, onde acabou voltando sua atenção da pintura para a arquitetura.  Seu projeto de formatura não construído em 1927 para o Instituto e Biblioteca Lenin, Moscou, trouxe-lhe reconhecimento internacional. O esquema foi apresentado na Exibição de Arquitetura Contemporânea, Moscou, e foi publicado no periódico arquitetônico dos construtivistas, Sovremennaya arkhitektura. Ele então foi professor em Vkhutemas entre 1928-30. De 1931 a 1933 ele trabalhou no Giprogor e Mossovet e de 1934 até 1941 juntou-se ao estúdio de Moisei Ginzburg no Comissariado do Povo para a indústria pesada.
O projeto de Leonidov que materializou-se foram as 1938 escadas em Kislovodsk (fotografias de 1940: visão geral, escadas do teatro, escadas do terraço).

## Trabalhos selecionados
- 1926 - Projeto para o Izvestia trabalhos em pintura, em Moscou (estúdio Vkhutemas com Alexander Vesnin)
- 1927 - Tese (diploma) Instituto e Biblioteca Lenin em Moscou (não construído)
- 1928 - Concorrência para a construção do Centrosojuz em Moscou
- 1928 - Club of the New Social Type. Variant B
- 1929 - Projeto para o monumento Cristóvão Colombo em Santo Domingo
- 1929–-1930 - Concorrência para a construção da Casa da Indústria em Moscou
- 1930 - Concorrência para a construção do palácio da cultura para o distrito dos trabalhadores em Moscou
- 1930 - Concorrência para a construção da cidade socialista de Magnitogorsk (diretor/condutor de um grupo de estudantes do VChUTEIN)
- 1934 - Concorrência para a construção do edifício Narkomtiazhprom (O Comissariado do Povo para a indústria pesada em Moscou), Praça Vermelha, Moscou.
- 1937 – 1938 - Escadas externas do sanatório Ordzonikidze em Kislovodsk
- 1937 – 1941 - Palácio pioneiro em Kalinin (Tver)
- Década de 1950 - Esboço para a "Cidade do Sol" e a sede das Nações Unidas